# 永井厚
永井 厚（ながい あつし、1919年4月1日 - 2006年11月16日）は、日本の経営者。日立マクセル社長、会長を務めた。

## 経歴
北海道出身。1941年に北海道帝国大学工学部機械工学科を卒業し、同年に日立製作所に入社。1973年11月に取締役に就任し、1977年6月に常務を経て、1979年6月には日立マクセル社長に就任。1989年6月に会長を経て、1993年6月から相談役を務めた。
1989年4月に勲二等瑞宝章を受章。
2006年11月16日急性心不全のために死去。87歳没。